# Handcuffs
Handcuffs ist ein pornografischer Kurzfilm der schwedischen Regisseurin Erika Lust aus dem Jahr 2009. 

## Ausgangssituation
Eine Frau sitzt mit ihrem Freund in einer Bar und langweilt sich. Sie beobachtet ein mysteriöses zweites Paar und bemerkt plötzlich, dass die Frau mit Handschellen gefesselt ist.

## Hintergrund
Der Film wurde in der Cocktailbar Coppelia in Barcelona gedreht und feierte 2009 beim Circuito Off in Venedig (Italien) Premiere. Zwei Jahre später veröffentlichte Lust Films einen weiteren Kurzfilm mit dem Titel Room 33 als Fortsetzung. 

## Auszeichnungen
- 2010: Best Experimental Short Film (CineKink, New York)
- 2010: Sexiest Short Film of the Year (Feminist Porn Awards, Toronto)